# 索羅卡 (布倫區)
51°5′38″N 33°38′12″E / 51.09389°N 33.63667°E
索羅卡（烏克蘭語：Сорока）是位於烏克蘭東北部的村莊，由蘇梅州科諾托普區的布林市鎮負責管轄。該村處於捷爾恩河畔，距離沃茲涅先卡2公里，海拔高度155米，2001年人口73。